# Episodi di Sofia la principessa (quarta stagione)
La quarta e ultima stagione della serie televisiva Sofia la principessa viene trasmessa dal 28 aprile 2017 sul canale statunitense Disney Junior. In Italia è iniziata su Disney Junior a partire da giugno 2017.
Principesse e guest star:
- Merlino compare nel episodio 1 Il giorno dei maghi e nel episodio 13 Un'adorabile strega.

- Principesse Disney compaiono nel episodio finale Sofia la principessa: Per sempre reale

| n° | Titolo originale                                 | Titolo italiano                                          | Prima TV USA      | Prima TV Italia   |
| -- | ------------------------------------------------ | -------------------------------------------------------- | ----------------- | ----------------- |
| 1  | Day of the Sorcerers                             | Il giorno dei maghi                                      | 28 aprile 2017    | 13 giugno 2017    |
| 2  | The Secret Library: Tale of the Eternal Torch    | La biblioteca segreta: il racconto della Fiaccola Eterna | 5 maggio 2017     | 14 giugno 2017    |
| 3  | The Crown of Blossoms                            | La festa dell'abbondanza                                 | 12 maggio 2017    | 15 giugno 2017    |
| 4  | Pin the Blame on the Genie                       | Da' la colpa al genio                                    | 19 maggio 2017    | 16 giugno 2017    |
| 5  | The Mystic Isles                                 | Le isole magiche                                         | 24 giugno 2017    | 20 settembre 2017 |
| 6  | The Mystic Isles: The Princess and the Protector | Le isole magiche: la principessa e la custode            | 30 giugno 2017    | 13 novembre 2017  |
| 7  | The Royal Dragon                                 | Il drago reale                                           | 21 luglio 2017    | 14 novembre 2017  |
| 8  | The Mystic Isles: The Mare of the Mist           | La giumenta della nebbia                                 | 4 agosto 2017     | 15 novembre 2017  |
| 9  | Through the Looking Back Glass                   | Lo specchio del passato                                  | 18 agosto 2017    | 16 novembre 2017  |
| 10 | Princess Jade                                    | La principessa Jade                                      | 1 settembre 2017  | 17 novembre 2017  |
| 11 | Ivy's True Colors                                | I veri colori di Ivy                                     | 29 settembre 2017 | 19 marzo 2018     |
| 12 | Too Cute to Spook                                | Un'adorabile strega                                      | 13 ottobre 2017   | 20 marzo 2018     |
| 13 | Pirated Away                                     | Pirati per un giorno                                     | 20 ottobre 2017   | 21 marzo 2018     |
| 14 | The Mystic Isles: The Falcon's Eye               | L'occhio di falco                                        | 27 ottobre 2017   | 22 marzo 2018     |
| 15 | The Mystic Isles: The Great Pretender            | Un assistente per Sofia                                  | 3 novembre 2017   | 23 marzo 2018     |
| 16 | The Mystic Isles: A Very Mystic Wassailia        | Un magico Wassailia                                      | 1 dicembre 2017   | 11 dicembre 2017  |
| 17 | The Birthday Wish                                | Il desiderio di compleanno                               | 5 gennaio 2018    | 28 marzo 2018     |
| 18 | In Cedric We Trust                               | La fiducia riconquistata                                 | 26 gennaio 2018   | 26 marzo 2018     |
| 19 | The Mystic Isles: A Hero for the Hoodwinks       | Un eroe per i Paurini                                    | 16 febbraio 2018  | 4 marzo 2019      |
| 20 | The Mystic Isles: Undercover Fairies             | Fate in incognito                                        | 2 marzo 2018      | 5 marzo 2019      |
| 21 | A Royal Wedding                                  | Un matrimonio reale                                      | 14 maggio 2018    | 29 marzo 2018     |
| 22 | The Royal School Fair                            | La fiera delle scuole reali                              | 15 maggio 2018    | 30 marzo 2018     |
| 23 | The Lost Pyramid                                 | La piramide perduta                                      | 16 maggio 2018    | 6 marzo 2019      |
| 24 | Return to Merroway Cove                          | Ritorno alla baia nel blu                                | 17 maggio 2018    | 27 marzo 2018     |
| 25 | The Elf Situation                                | Il problema degli elfi                                   | 18 maggio 2018    | 7 marzo 2019      |
| 26 | Sofia the First: Forever Royal                   | Sofia la principessa: Per sempre reale                   | 8 settembre 2018  | 9 marzo 2019      |

## Il giorno dei maghi
Cedric deve decidere se conquistare il trono o mantenere la sua amicizia con Sofia.

## La biblioteca segreta: il racconto della Fiaccola Eterna
Sofia e James devono proteggere la Fiaccola Eterna dalla minaccia di creature acquatiche.

## La festa dell'abbondanza
Due gnomi devono recuperare la corona che Sofia indosserà durante la festa dell'abbondanza.

## Da' la colpa al genio
Kazeem viene accusato di creare scompiglio e Sofia viene chiamata a prendere le sue difese.

## Le isole magiche
Quando Amber scopre che Sofia è la Curatrice della Biblioteca Segreta, l'accompagna in una missione alle Isole Magiche, per impedire a una Crescicristalli di recuperare il suo Cristallo Chiave.

## Le isole magiche: la principessa e la custode
Sofia, assieme alla sua mentore, inizia la sua prima missione.

## Il drago reale
Per aiutare un drago solitario a stringere nuove amicizie Sofia si trasforma in drago.

## La giumenta della nebbia
Sofia deve trovare una giumenta ed ottenere il suo rispetto.

## Lo specchio del passato
La sorella di Cedric è diventata una peste e Sofia indaga per capire il motivo del suo comportamento.

## La principessa Jade
Mentre Amber si reca in un'altra accademia per un giorno al suo posto arriva Jade.

## I veri colori di Ivy
Sofia questa volta dovrà aiutare uno dei suoi vecchi nemici minori.

## Un'adorabile strega
Ad Halloween la strega Callista trova difficoltà a stare insieme ad altre persone.

## Un assistente per Sofia
Viene indetta una competizione per decidere quale animale parteciperà alle lezioni scolastiche di Sofia.

## Un magico Wassailia
Sofia aiuta la sua mentore a sbrigare tutti i lavori in sospeso affinché possa trascorrere un felice Wassailia.

## La fiducia riconquistata
Cedric tenterà di riconquistare la fiducia di Roland con l'aiuto di Sofia. Intanto il nobile Topo tenterà di rubare uno dei malvagi 9: la corona di Grimilde.